# زوي ستيفنسون
زوي ستيفنسون (بالإنجليزية: Zoe Stevenson)‏ هي مجدف نيوزيلندية، ولدت في 19 يونيو 1991 في تاورانجا في نيوزيلندا.

## وصلات خارجية
- زوي ستيفنسون على موقع الاتحاد الدولي للتجديف (الإنجليزية)
- زوي ستيفنسون على موقع اللجنة الأولمبية الدولية (الإنجليزية)
- زوي ستيفنسون على موقع أوليمبيديا (الإنجليزية)
- زوي ستيفنسون على موقع اللجنة الأولمبية النيوزيلندية (الإنجليزية)